# Annie Kienast
Annie Kienast (* 15. September 1897 in Hamburg; † 3. September 1984 ebenda) war eine Gewerkschafterin, Hamburger Politikerin der Sozialdemokratischen Partei Deutschlands (SPD) und Mitglied der Hamburgischen Bürgerschaft.

## Leben

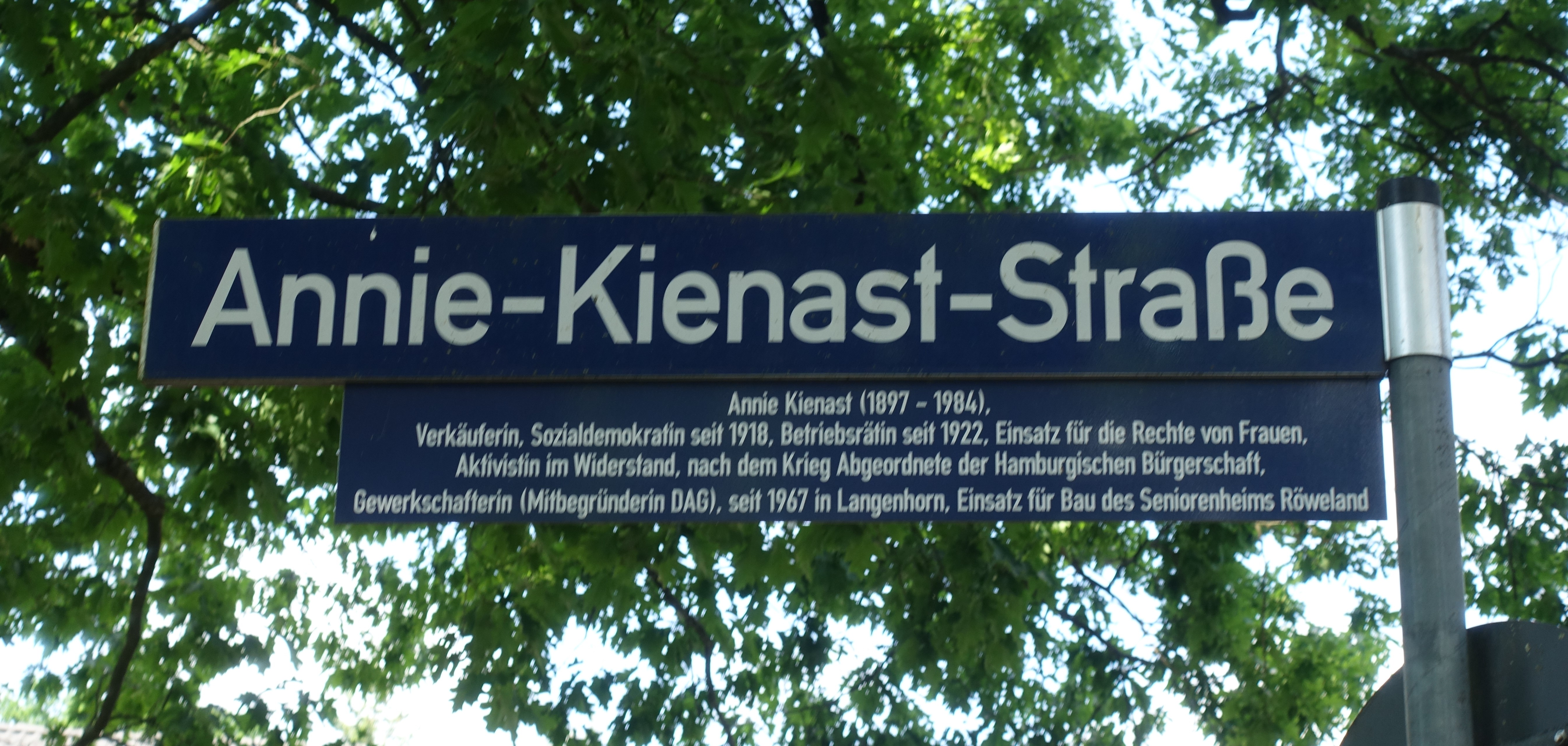
Straßenschild zu Annie Kienast in Hamburg-Langenhorn

Annie Kienast entstammte einer sozialdemokratischen Arbeiterfamilie. Sie wuchs mit fünf Geschwistern auf und erlernte den Beruf der Textilverkäuferin. Sie arbeitete als Verkäuferin und später als Abteilungsleiterin. Sie engagierte sich bereits im Alter von 21 Jahren politisch und wurde 1918 Mitglied der Gewerkschaft und der SPD. Aktiv betätigte sich Anni Kienast im Zentralverband der Handlungsgehilfen (ZdH), später in dessen Nachfolgeorganisation, dem Zentralverband der Angestellten (ZdA). Schon im Februar 1919 gehörte sie zum Organisationskomitee des ersten Streiks der Hamburger Warenhausangestellten, bei dem es um höhere Löhne, gleichen Lohn für gleiche Arbeit für Männer und Frauen und um die 19-Uhr Ladenschlusszeiten ging. Der sechs Tage dauernde Streik führte zum Erfolg, doch Anni Kienast verlor infolge ihres gewerkschaftlichen Engagements ihre Arbeitsstelle. Daraufhin erhielt sie eine Anstellung im ZdA, für den sie von 1919 bis 1921 tätig war. Danach arbeitete sie bei dem Konsum-, Bau- und Sparvereins „Produktion“ (Pro) und gehörte von 1922 bis 1933 dem Gesamtbetriebsrat an. Zudem war sie eine der wenigen weiblichen Betriebsräte in Hamburg. Als Gewerkschafterin setzte sie sich vor allem für die Belange der Frauen ein. Nach der Machtübernahme des NS-Regimes wurde sie 1934 aus politischen Gründen bei der Pro entlassen. Erst nach einem Jahr fand sie wieder eine Anstellung als Verkäuferin.

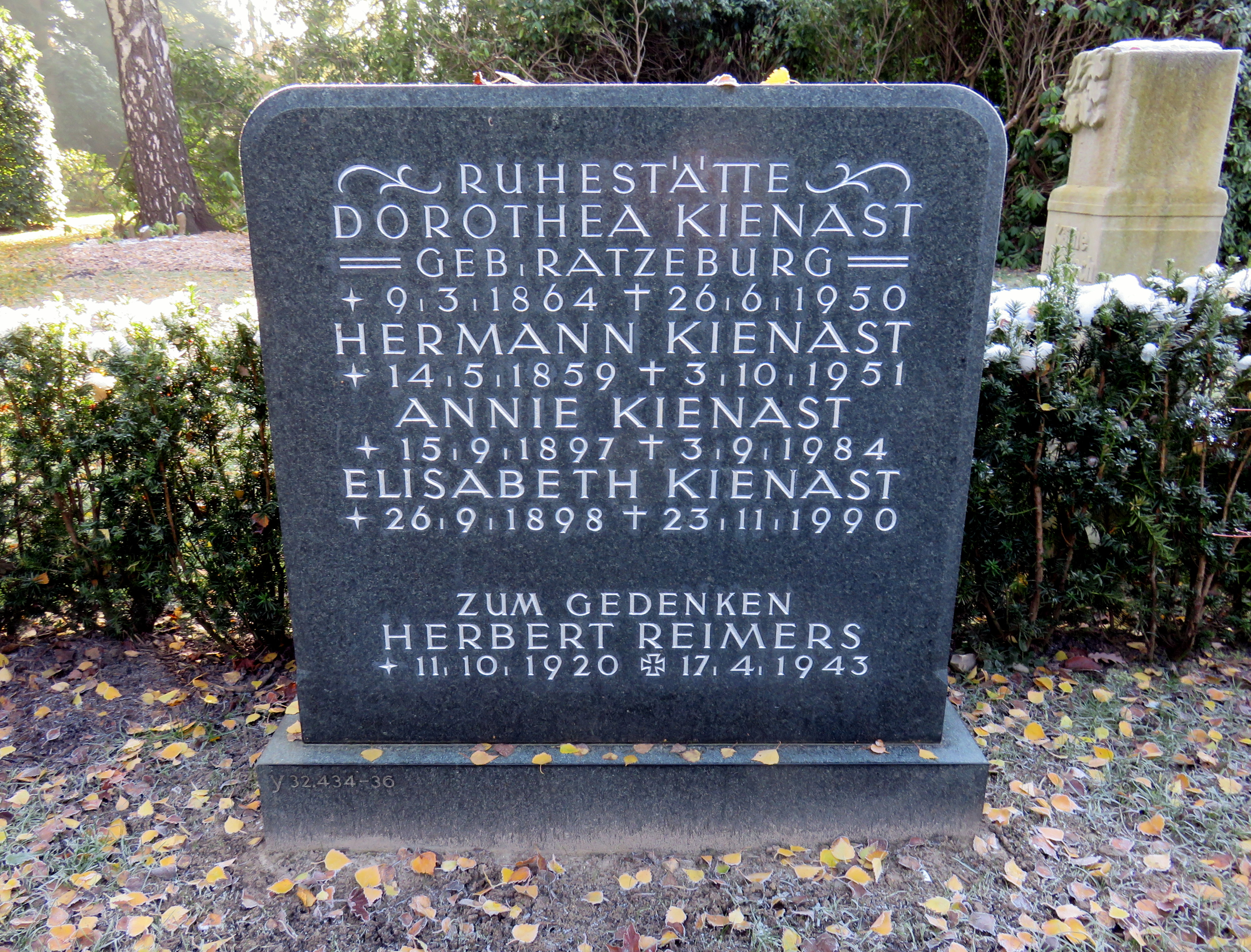
Grabstein im Garten der Frauen auf dem Friedhof Ohlsdorf

Sie saß für die Sozialdemokratische Partei nach der Zeit des Nationalsozialismus vom Oktober 1946 bis zum Oktober 1949 als Abgeordnete in der Hamburgischen Bürgerschaft. Zudem war sie auch wieder gewerkschaftlich organisiert. Sie gehörte der Deutschen Angestellten-Gewerkschaft (DAG) seit der Gründung als leitende Funktionärin an und war Mitglied im Hauptvorstand bis 1957. 1982 lehnte sie das Bundesverdienstkreuz ab, erhielt stattdessen die Hamburger Medaille für treue Arbeit im Dienste des Volkes. Nach ihr wurde 2016 die Annie-Kienast-Straße im Stadtteil Langenhorn benannt, wo sie auch im Diekmoorweg 7 gelebt hatte. Ihre Schwester Elisabeth wohnte im Diekmoorweg 8.
Annie Kienast war nicht verheiratet.
Der Verein Garten der Frauen e. V. ließ auf dem Grabstein von Herbert Reimers (1920–1943) und ihren Eltern Dorothea Kienast, geb. Ratzeburg (1864–1950), und Hermann Kienast (1859–1951) die Namen und Daten von Annie Kienast und ihrer Schwester Elisabeth Kienast (1898–1990) einarbeiten und stellte ihn 2016 im Garten der Frauen auf dem Ohlsdorfer Friedhof zu ihrem Gedenken auf.

## Veröffentlichungen
- Annie Kienast: Wie ich Gewerkschafterin wurde in: Frauenstimme der DAG, Nr. 9, September 1955
- Annie Kienast: Die Frau und die Gewerkschaft in: Gewerkschaftliche Frauenzeitung vom 19. Juli 1921